# Bell Motor Car Company (Pennsylvania)

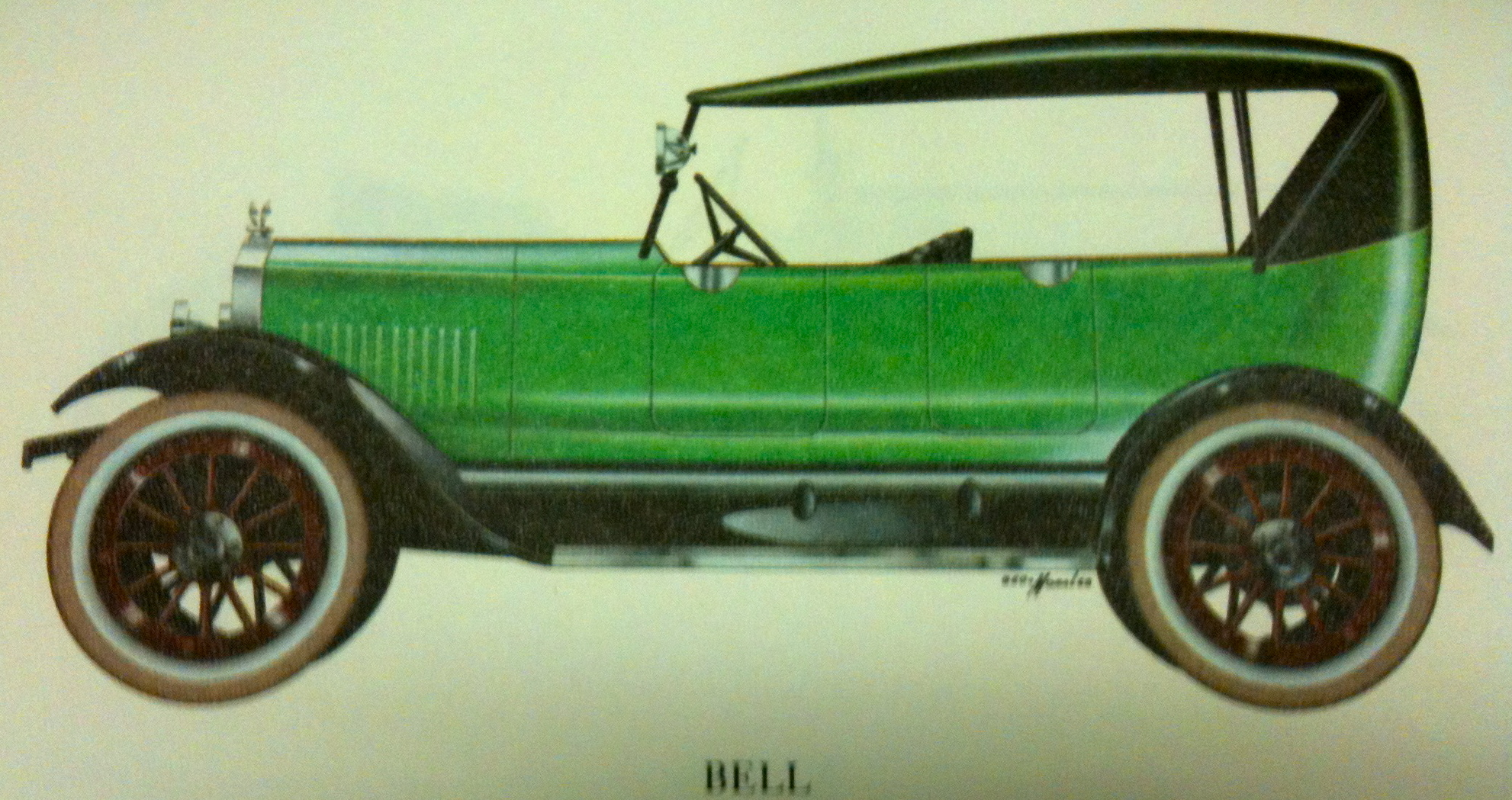
Bell von etwa 1920

Bell Motor Car Company war ein US-amerikanischer Hersteller von Automobilen.

## Unternehmensgeschichte
Das Unternehmen wurde im Juni 1915 in York in Pennsylvania gegründet. 1916 begann die Produktion von Automobilen. Der Markenname lautete Bell. Designer war Ernest T. Gilliard, der vorher bei der Pullman Motor Car Company und der Sphinx Motor Car Company tätig war. Ab 1918 wurde das Werk von Pullman genutzt. 1922 endete die Produktion.
Es gab keine Verbindung zur gleichnamigen Bell Motor Car Company aus Michigan.

## Fahrzeuge
Alle Fahrzeuge hatten zugekaufte Vierzylindermotoren, die zunächst von GB & S und Continental Motors Company und ab 1919 von Herschell-Spillman kamen. Die Fahrzeuge wurden nach dem Baujahr bzw. Modelljahr benannt, also Model 16 für 1916 usw.
Model 16 und Model 17 hatten einen Motor mit 20 PS Leistung. Der Radstand betrug 284 cm. Im Angebot standen zweisitziger Roadster und fünfsitziger Tourenwagen.
Bei Model 18 und Model 19 waren die Motoren mit 22,5 PS angegeben. Das Fahrgestell hatte nun 290 cm Radstand. Der Roadster bot nun Platz für vier Personen, während der Tourenwagen unverändert blieb.
Model 20 und Model 21 hatten einen stärkeren Motor mit 36 PS. Radstand und die zur Verfügung stehenden Aufbauten blieben gleich.

## Modellübersicht
| Jahr | Modell   | Zylinder | Leistung (PS) | Radstand (cm) | Aufbau                                  |
| ---- | -------- | -------- | ------------- | ------------- | --------------------------------------- |
| 1916 | Model 16 | 4        | 20            | 284           | Tourenwagen 5-sitzig, Roadster 2-sitzig |
| 1917 | Model 17 | 4        | 20            | 284           | Tourenwagen 5-sitzig, Roadster 2-sitzig |
| 1918 | Model 18 | 4        | 22,5          | 290           | Tourenwagen 5-sitzig, Roadster 4-sitzig |
| 1919 | Model 19 | 4        | 22,5          | 290           | Tourenwagen 5-sitzig, Roadster 4-sitzig |
| 1920 | Model 20 | 4        | 36            | 290           | Tourenwagen 5-sitzig, Roadster 4-sitzig |
| 1921 | Model 21 | 4        | 36            | 290           | Tourenwagen 5-sitzig, Roadster 4-sitzig |

## Produktionszahlen
Eine Quelle nennt 1873 Fahrzeuge mit jährlicher Aufteilung. Eine andere Quelle bestätigt 63 Fahrzeuge für 1921, gibt aber insgesamt 1933 Fahrzeuge an.
| Jahr  | Produktionszahl |
| ----- | --------------- |
| 1916  | 217             |
| 1917  | 323             |
| 1918  | 437             |
| 1919  | 516             |
| 1920  | 317             |
| 1921  | 63              |
| Summe | 1873            |